# Águilas Rugby Club (Ecuador)
Águilas Rugby Club también conocido como Águilas R.C. es un club de rugby ubicado en la ciudad de Cuenca, en Ecuador, fundado oficialmente el primero de julio de 2008.

## Historia
Se había formado alrededor del año 2006 pero fue establecido oficialmente por sus directivos el 1 de julio del año 2008, fue el cuarto equipo de rugby que el Ecuador vio nacer y el primero en la ciudad de Cuenca, contando para ello con el aval de la Universidad del Azuay y la Federación Ecuatoriana de Rugby. Los inicios del equipo llega de la mano de un grupo de estudiantes de la Universidad del Azuay que habían escuchado sobre la existencia de este deporte denominado Rugby y nacieron sus ganas de practicarlo, es ahí que logran ponerse en contacto con Douglas Rodríguez (exrugbier venezolano) quien colaboró con los muchachos para enseñarles lo que conocía acerca de este deporte. Poco a poco entre amigos se difundió la invitación para practicarlo y es como surge el primer equipo de XV's integrado en su gran mayoría por alumnos y exalumnos de la Universidad del Azuay, de ahí en adelante el equipo empezó a crecer y junto a los otros 3 equipos ya formados en el país decidió participar en la primera edición oficial del Campeonato Nacional de Rugby XV's.

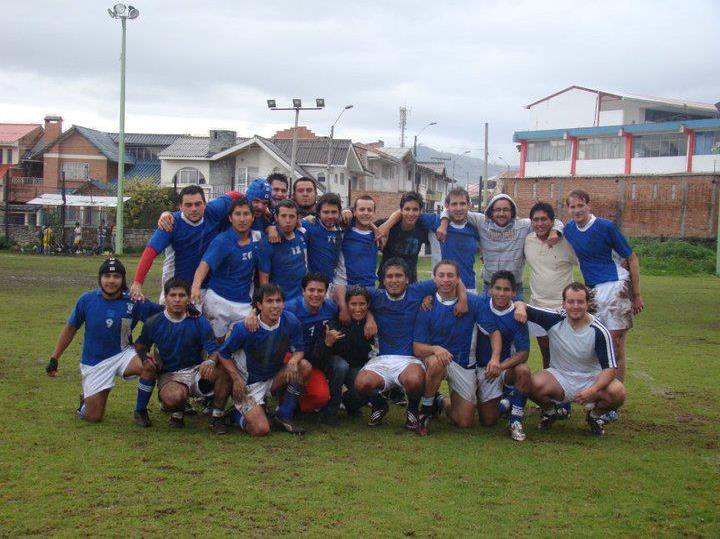
Águilas en sus inicios

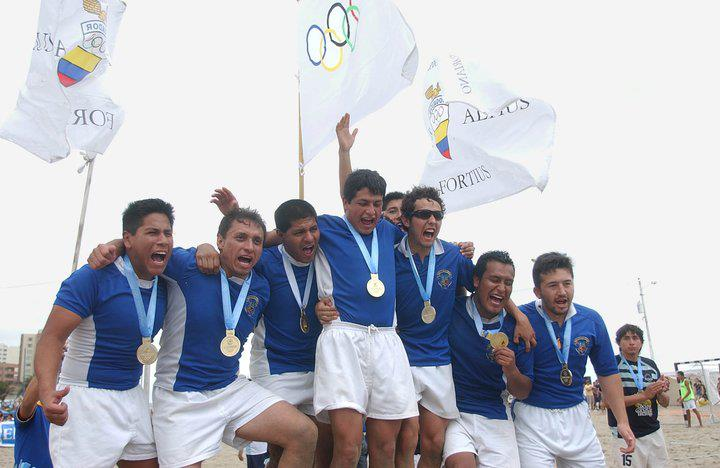
Festival Olímpico 2010 - Medalla de Oro

Poco tiempo después de que el equipo ya se encuentre involucrado en el Torneo Nacional, el Comité Olímpico Ecuatoriano incluye el rugby en su ciclo olímpico desde 2009 en los cuales Águilas R.C. participó, así en ese mismo año y en 2010 obtiene podio en los Festivales Olímpicos Ecuatorianos de Playa modalidad 5's" obteniendo el bronce y el oro respectivamente. Estos 2 eventos fueron las primeras y últimas ediciones que se realizaron con clubs, a partir de esta fecha solo se permitió la participación de equipos provinciales que involucraban a Pichincha, Guayas y Azuay; los cuales estaban formados por integrantes de los clubes de todo el país.
Para el año 2013 y después de contar con varios jugadores involucrados en las selecciones nacionales de Rugby en sus diferentes modalidades Águilas Rugby Club pasa a formar parte de un grupo de equipos de alto rendimiento, es así que el 22 de febrero de 2013 el Ministerio del Deporte reconoce al club como "Club Deportivo Especializado de Alto Rendimiento Águilas Rugby Club", lo que involucró un reto para el club de mantenerse siempre activo en todos los torneos organizados a nivel nacional así como también de formar nuevos jugadores con un alto desempeño deportivo.
En 2019 tras tener el aval de la Universidad del Azuay por más de 13 años y al tener el reconocimiento de Alto Rendimiento entre otros factores externos se da la desvinculación entre el club y la Universidad, y el club pasa a ser un club "de la ciudad" lo cual impulsó a ir más allá y buscar patrocinio netamente del sector privado, es así que en la actualidad el club lo conforman no solamente estudiantes de diferentes universidades sino también graduados, profesionales en diferentes áreas y deportistas en general de cualquier nacionalidad que gusten de esta práctica deportiva.

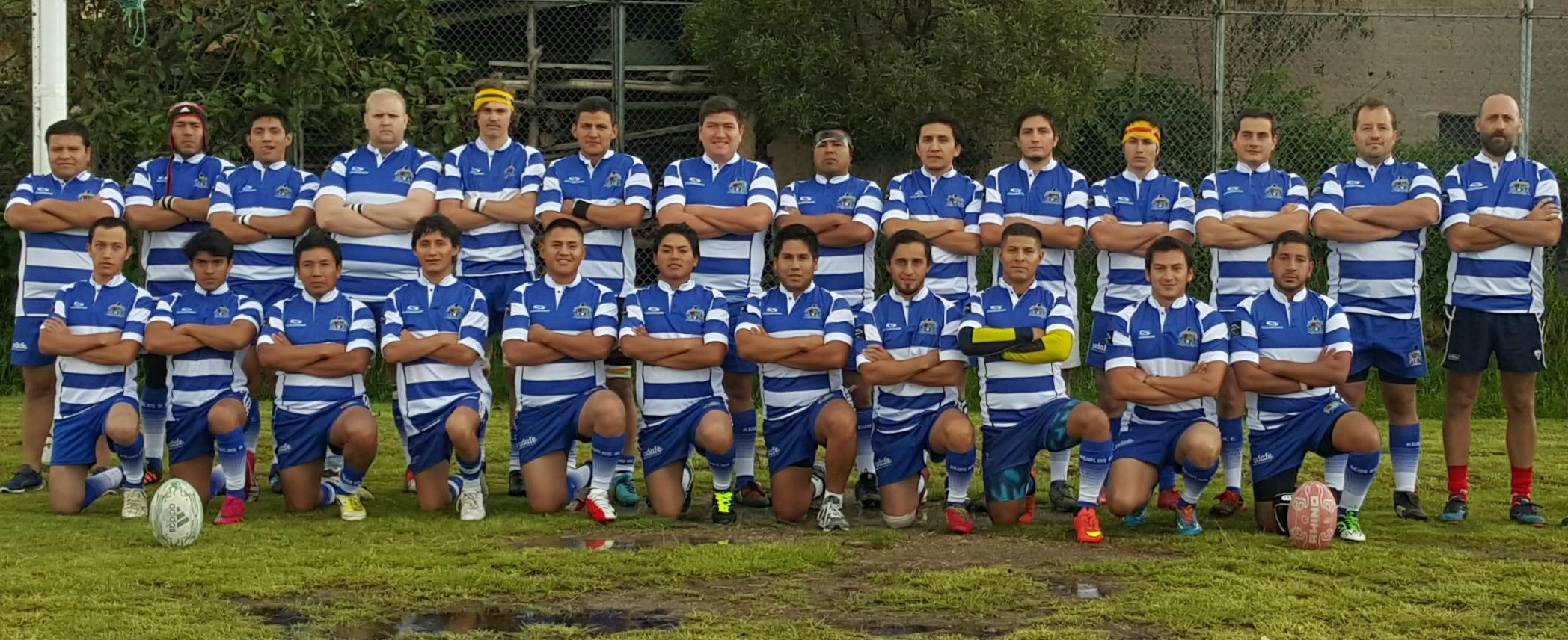
Plantilla Águilas Rugby Club 2016

## Palmarés
- Bronce Equipo Masculino en los I Juegos de Deportes de Playa,  dentro del VII Festival Olímpico Ecuatoriano. (11 – 12 de diciembre de 2009)
- Oro Equipo Masculino en los II Juegos de Deportes de Playa,  dentro del VIII Festival Olímpico Ecuatoriano. (11 – 12 de diciembre de 2010)
- Campeones Zona Sur en el Campeonato Nacional organizado por la FEDERACIÓN ECUATORIANA DE RUGBY. (marzo a noviembre de 2010)
- 2.º Lugar Equipo Masculino en el TORNEO INTERNACIONAL DE RUGBY - SEVENS CIUDAD DE GUAYAQUIL. (23 – 24 de julio de 2010)
- 3.er Lugar Equipo Masculino en el TORNEO INTERNACIONAL DE RUGBY - SEVENS CIUDAD DE QUITO. (4 – 5 de diciembre de 2010)
- 1.er Lugar Equipo Masculino en el I TORNEO ABIERTO COPA DON BOSCO -  SEVENS CIUDAD DE CUENCA. (14-15 de enero de 2012)
- 2.º Lugar Equipo Femenino del Torneo Ovalie Francesa, organizado por la Cámara Franco Ecuatoriana Ccifec (15 de noviembre de 2014)
- 3.er Lugar Equipo Femenino en el torneo RUGBY SEVEN´S CIUDAD DE QUITO realizado en la ciudad de Quito (26 de noviembre de 2016)
- 3.er Lugar Equipo Masculino en el primer circuito Torneo Seven´s Azuay. (12 de febrero de 2017)
- 3.er Lugar Equipo Femenino en la VIII Edición Copa 7’s Don Bosco 2019 realizado en la ciudad de Cuenca (23-24 de febrero de 2019)
- 2.º Lugar provincia del Azuay Rugby XV’s 2019 Masculino
- 2.º Lugar provincia del Azuay modalidad 7’s 2019 Femenino.
- CAMPEONAS Equipo Femenino en la IX Edición Copa 7’s Don Bosco 2020 realizado en la ciudad de Cuenca (29 de febrero – 1 de marzo de 2020)
- VICECAMPEONES Equipo Masculino en la IX Edición Copa 7’s Don Bosco 2020 realizado en la ciudad de Cuenca (29 de febrero – 1 de marzo de 2020)

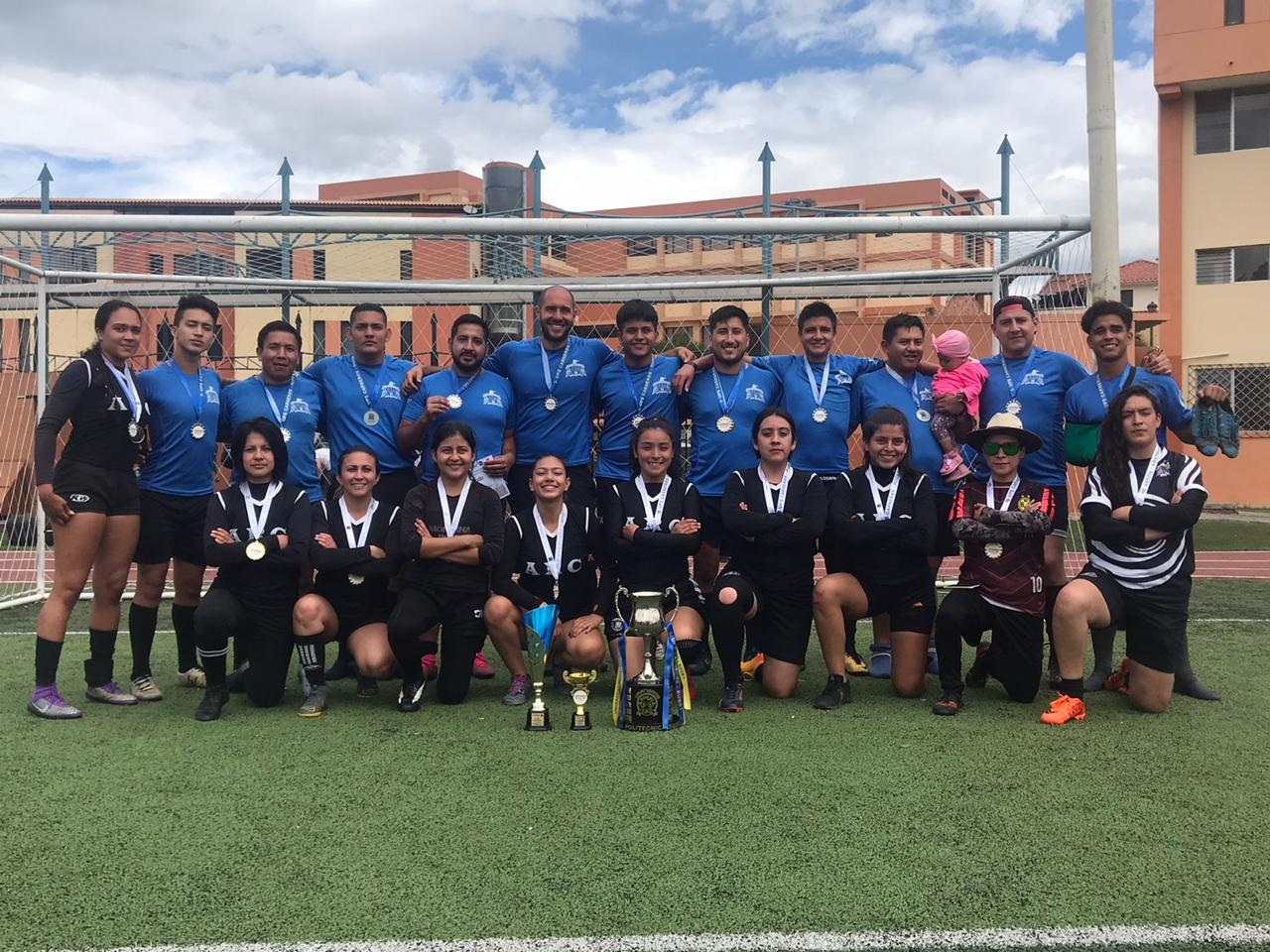
Campeonato(Fem.) y Vicecampeonato(Masc.) 7´s Copa Don Bosco 2020

## Plantel 2020
Forwards
| Nombre                        | Posición      | Fecha de nacimiento | Nacionalidad | Caps (Partidos con la selección de Ecuador) | Primera participación |
| José Alfredo Llerena Carpio   | Pilar         | 06/03/1982          | Ecuador      | 5 (0)                                       | 2008                  |
| Boris Humberto Carchi Pizarro | Pilar, Hooker | 11/11/1987          | Ecuador      | 0 (0)                                       | 2014                  |
| Juan Adrián Lucero Soliz      | Flanker       | 11/05/1990          | Ecuador      | 0 (0)                                       | 2012                  |

Backs
| Nombre                   | Posición       | Fecha de nacimiento | Nacionalidad | Caps (Partidos con la selección de Ecuador) | Primera participación |
| Juan Carlos Álvarez León | Apertura       | 22/04/1990          | Ecuador      | 2 (0)                                       | 2009                  |
| Luis Ángel Ávila Pozo    | Segundo Centro | 08/03/1988          | Ecuador      | 0 (0)                                       | 2008                  |
| Ángel Fernando Domínguez | Segundo Centro | 20/11/1983          | Ecuador      | 0 (0)                                       | 2013                  |
| Johny Fernando Uyaguari  | Wing           | 28/10/1988          | Ecuador      | 0 (0)                                       | 2014                  |

## Entrenadores
Los entrenadores a lo largo de la historia del equipo fueron:
- 2006 hasta 2010:  Douglas Rodríguez,  David Siddons (2010)
- 2010 hasta 2012:  Tristan Schreck
- 2012 hasta 2013:  Peter Sanderson
- 2013 hasta 2015:  Gregory Hote
- 2015 hasta 2018:  Héctor García
- 2019 hasta la fecha: Sin dirección técnica